# 창용초등학교
창용초등학교는 대한민국 경기도 수원시 장안구에 있는 공립 초등학교이다.

## 연혁
- 1985년 3월 1일 : 개교